# Pachydictyum globosum
Pachydictyum globosum är en svampdjursart som beskrevs av W. Weltner 1901. Pachydictyum globosum ingår i släktet Pachydictyum och familjen Malawispongiidae.
Artens utbredningsområde är havet kring Indonesien. Inga underarter finns listade i Catalogue of Life.